# Shin'ichi Tsutsumi
Shin'ichi Tsutsumi (堤真一?, Tsutsumi Shin'ichi; Nishinomiya, 7 luglio 1964) è un attore giapponese.

## Biografia
Nato nella Prefettura di Hyōgo, iniziò la sua attività come attore teatrale e televisivo con piccoli ruoli, venne notato grazie alla sua partecipazione nella serie televisiva Yamato Nadeshiko nel 2000.

## Filmografia parziale

### Cinema
- Postman Blues, regia di Hiroyuki Tanaka (1997)
- Drive, regia di Hiroyuki Tanaka (2002)
- The Call - Non rispondere (Chakushin ari), regia di Takashi Miike (2003)
- Always sanchōme no yūhi, regia di Takashi Yamazaki (2005)
- Lorelei - The Witch of the Pacific Ocean, regia di Shinji Higuchi (2005)
- The Climbers High, regia di Masato Harada (2008)
- Space Battleship Yamato, regia di Takashi Yamazaki (2010)
- Ore wa mada honki dashitenai dake, regia di Yūichi Fukuda (2013)
- Why Don't You Play In Hell? (Jigoku de naze warui), regia di Sion Sono (2013)
- The Mole Song: Undercover Agent Reiji, regia di Takashi Miike (2014)

### Televisione
- Yamato Nadeshiko - serie TV (2000)
- Lunch no joō - serie TV (2002)
- Good Luck!! - serie TV (2003)
- Sensuikan Cappellini-go no boken - film TV (2022)

### Videogiochi
- Yakuza: Like a Dragon - videogioco (2020), Jo Sawashiro
- Like a Dragon: Infinite Wealth  - videogioco (2024), Jo Sawashiro

## Riconoscimenti
Fra i premi vinti dall'attore:
- Awards of the Japanese Academy, miglior attore non protagonista, Always - Sunset On Third Street
- Blue Ribbon Award, miglior attore non protagonista, Fly, Daddy, Fly
- Hochi Film Award, miglior attore protagonista, The Climbers High